# スティル・ノット・ブラック・イナフ
『スティル・ノット・ブラック・イナフ』（Still Not Black Enough）は、アメリカ合衆国のヘヴィメタル・バンド、W.A.S.P.が1995年に発表した6作目のスタジオ・アルバム。

## 背景
前スタジオ・アルバム『クリムゾン・アイドル』（1992年）と同様ブラッキー・ローレスのソロ・プロジェクト的な性質の作品で、前作に続きボブ・キューリックがレコーディングに参加した。本作の歌詞にはローレス自身の当時の葛藤が反映されており、ローレスは「ニュー・アルバムの制作はセラピーのようなものだった」と語っている。
日本やヨーロッパでは1995年に発売され、1996年には収録曲や曲順が一部異なるアメリカ盤CDも発売された。アメリカ盤で追加された曲のうち「Skinwater」と「One Tribe」は、イギリスでは1995年発売のCDシングル「Black Forever/Goodbye America」(RAWX 1005)のカップリング曲として発表されている。

## 反響・評価
イギリスでは、先行シングル「Black Forever/Goodbye America」が1995年6月17日付の全英シングルチャートで88位となり、本作は全英アルバムチャートで2週トップ100入りし、最高52位を記録した。スウェーデンでは1995年6月30日付のアルバム・チャートで初登場45位となり、翌週には40位を記録した。
ブライアン・オニールはオールミュージックにおいて5点満点中2点を付け「W.A.S.P.はショック・ロック的な基盤から離れ、より思索的となり、コンセプチュアルな安定期に入ったと言える。結果的には、残念ながらムラのある内容となった」「ピアノに導かれ始まる"Keep Holding On"や、ローレスが弱々しいファルセットを使う"I Can't"といった柔和なバラードは、ファンを混乱させ遠ざけた」と評している。また、『CDジャーナル』のミニ・レビューでは「前作でのフィクションの続篇をローレス自身が実際に演じているかのように暗く重い内容」と評されている。

## 収録曲
特記なき楽曲はブラッキー・ローレス作。

### 日本盤・ヨーロッパ盤
ヨーロッパ盤は「タイ・ユア・マザー・ダウン」を除く10曲入りとなった。
1. スティル・ノット・ブラック・イナフ - Still Not Black Enough - 4:02
2. サムバディ・トゥ・ラヴ（英語版） - Somebody to Love (Darby Slick) - 2:51
3. ブラック・フォエヴァー - Black Forever - 3:17
4. スケアド・トゥ・デス - Scared to Death - 5:03
5. グッバイ・アメリカ - Goodbye America - 4:45
6. タイ・ユア・マザー・ダウン - Tie Your Mother Down (Brian May) - 3:39
7. キープ・ホールディング・オン - Keep Holding On - 4:04
8. ロックン・ロール・トゥ・デス - Rock and Roll to Death - 3:45
9. ブリーズ - Breathe - 3:44
10. アイ・キャント - I Can't - 3:07
11. ノー・ウェイ・アウト・オブ・ヒア - No Way Out of Here - 3:40

### アメリカ盤
1. Still Not Black Enough - 4:02
2. Skinwalker - 4:00
3. Black Forever - 3:17
4. Scared to Death - 5:03
5. Goodbye America - 4:45
6. Somebody to Love (D. Slick) - 2:51
7. Keep Holding On - 4:04
8. Rock and Roll to Death - 3:45
9. I Can't - 3:07
10. No Way Out of Here - 3:40
11. One Tribe - 4:59
12. Tie Your Mother Down (B. May) - 3:39
13. Whole Lotta Rosie (Angus Young, Malcolm Young, Bon Scott) - 4:00

## 参加ミュージシャン
- ブラッキー・ローレス - ボーカル、ギター、アコースティック・ギター、ベース、シタール、ピアノ、オルガン、シンセサイザー
- ボブ・キューリック - リードギター
- フランキー・バネリ - ドラムス
- ステット・ホーランド - アディショナル・パーカッション(on "Scared to Death", "One Tribe")
- マーク・ジョセフソン - エレクトリック・ヴァイオリン
- K・C・キャロウェイ、トレイシー・ホイットニー - バッキング・ボーカル